# Butler Island (Ostantarktika)
Butler Island ist eine überwiegend flache Insel in der Prydz Bay an der Ingrid-Christensen-Küste des ostantarktischen Prinzessin-Elisabeth-Lands. Sie liegt zwischen Betts Island und Easther Island im Gebiet der Larsemann Hills.
Das Antarctic Names Committee of Australia benannte sie 1988 Paul L. Butler, Leiter der Mawson-Station im Jahr 1981 sowie der Davis-Station in den Jahren 1985 und 1987.